# Aguilar (Pangasinan)
Aguilar é um município de  terceira classe de renda municipal (d) na província Pangasinan, nas Filipinas. De acordo com o censo de 1 de maio  de  2020 possui uma população de 45 100 pessoas e 9 934 domicílios.